# 费拉
费拉是希腊爱琴海岛屿圣托里尼岛的首府。作为传统居民点。费拉的名字来源与该岛古代名称“锡拉”的另外一种读音。在行政上，费拉是南愛琴大區錫拉專區锡拉市镇的市区及同名城镇，也为该市镇的行政中心。整个市区的人口数量为14,005人，而同名城镇的人口数量则为1,616人（2011年）。

## 概况
费拉是一座白色房屋的小镇，修建在半圆形的锡拉岛西部边缘400米高的火山边缘。镇上主要有两个博物馆。一个是锡拉考古博物馆，在缆车入口以东30米，锡拉史前博物馆位于白色东正教大教堂的东南角，修建在毁于1956年地震的 Ypapanti 教堂遗址上。
前往费拉主要是经由其东侧的道路，从港口步行或骑驴经过Z字形的小径攀登而上，或直接从港口搭乘缆车。费拉的中心广场称为Plateia Theotokopoulou，有巴士及的士站，银行和药店。
狭窄的小路，两边是各种纪念品店、珠宝店、餐厅，连接缆车站和中心广场，在夏季满是游客。
费拉的景色相当壮观，能看到18公里长火山的漂亮全景，从南端的阿克罗蒂里角到北端的尼古拉角，加上中间的火山岛尼亚卡美尼，西部的忒拉西亚岛，以及蓝色的爱琴海海水。时常可以看到大游轮停泊在尼亚卡美尼和费拉之间的小港口。